# Белоголовая расписная ванга
Белоголовая расписная ванга (лат. Artamella viridis) — вид воробьиных птиц из семейства ванговых (Vangidae), единственный в роде Artamella. Эндемик острова Мадагаскар.

## Классификация
Международный союз орнитологов выделяет 2 подвида:
- Artamella viridis annae (Stejneger, 1879) — юг и запад острова;
- Artamella viridis viridis (Statius Müller, 1776) — восток и север острова.

## Описание
У самцов чисто-белый цвет как на брюхе, так и на голове. Цвет самки — бледно-серый.

## Длина поколения
Длинна поколения у представителей вида белоголовая расписная ванга составляет 7.1 года.